# Кристоф Тьоззо
Кристоф Тьоззо (фр. Christophe Tiozzo, 1 червня 1963) — французький професійний боксер, чемпіон світу за версією WBA (1990—1991) в другій середній вазі, чемпіон Європи за версією EBU (1988) в середній вазі, бронзовий призер Олімпійських ігор 1984.
Кристоф — старший брат Фабріса Тьоззо, теж боксера, чемпіона світу в напівважкій і в першій важкій вазі.

## Аматорська кар'єра
На чемпіонаті Європи 1983 програв в першому бою.
На Олімпійських іграх 1984 завоював бронзову медаль.
- В 1/16 фіналу переміг Сулеймана Садика (Гана)
- В 1/8 фіналу переміг Вікі Бьярубага (Уганда)
- В чвертьфіналі переміг Ісраеля Коула (Сьєрра-Леоне)
- В півфіналі програв Шону О'Саллівану (Канада)

На чемпіонаті Європи 1985 після двох поєдинків був відсторонений від змагань через провалений допінг-тест.

## Професіональна кар'єра
1985 року провів перший бій на професійному рингу. 18 квітня 1988 року завоював титул чемпіона Європи за версією EBU в середній вазі.
Здобувши двадцять п'ять перемог поспіль, 30 березня 1990 року вийшов на бій проти чемпіона WBA в другій середній вазі Пек Ін Чхоль і переміг його технічним нокаутом. Провівши два вдалих захисти, 5 квітня 1991 року програв технічним нокаутом Віктору Кордоба (Панама).
5 червня 1992 року вийшов на бій проти чемпіона WBC в напівважкій вазі австралійця Джеффа Гардінга і зазнав другої поразки технічним нокаутом.